# Volgoverhovje
Volgoverhovje (Volgino Verhovje) (ruski: Волговерхо́вье (Волгино Верховье)) — selo u Ostaškovskom rajonu Tverske oblasti, 42 km sjeverozapadno Ostaškova. Selo je poznato po tome što se uz njega nalazi izvor rijeke Volge, atraktivno mjesto za turiste.

## Prizori
Glavna znamenitost sela je lokalni spomenik prirode — Izvor Volge. Smatra se da je on u tresetištu 250 metara od sela, na visini 228 metara iznad morske razine. Tijekom 1995. godine postavljena je drvena kućica posred tresetišta, na čistom i dubokom mjestu — «močvarnom potočiću», te su je spojili s obalom drvenim nogostupom. Tijekom 1999. godine patrijarh Aleksij II je obavio posvetu izvora Volge.
Od ostalih znamenitosti poznata je Preobraženska crkva iz XIX vijeka i drvena kapela, izloženih na brijegovima sela blizu izvora Volge.

## Okolna naselja
- Svapušće
- Voronovo

## Galerija
- Pogled sa zvonika samostana Oljginskij.
- Crkva na brežuljku u selu.
- U blizini Volgoverhovja. (Sergej Mihajlovič Prokudin-Gorski, 1911.)

## Vanjske poveznice
- Fotografije Izvora Volge (rus.)
- Izvor Volge Oljginski ženski manastir (rus.)